# Schwarzer Frühling (Kuba)

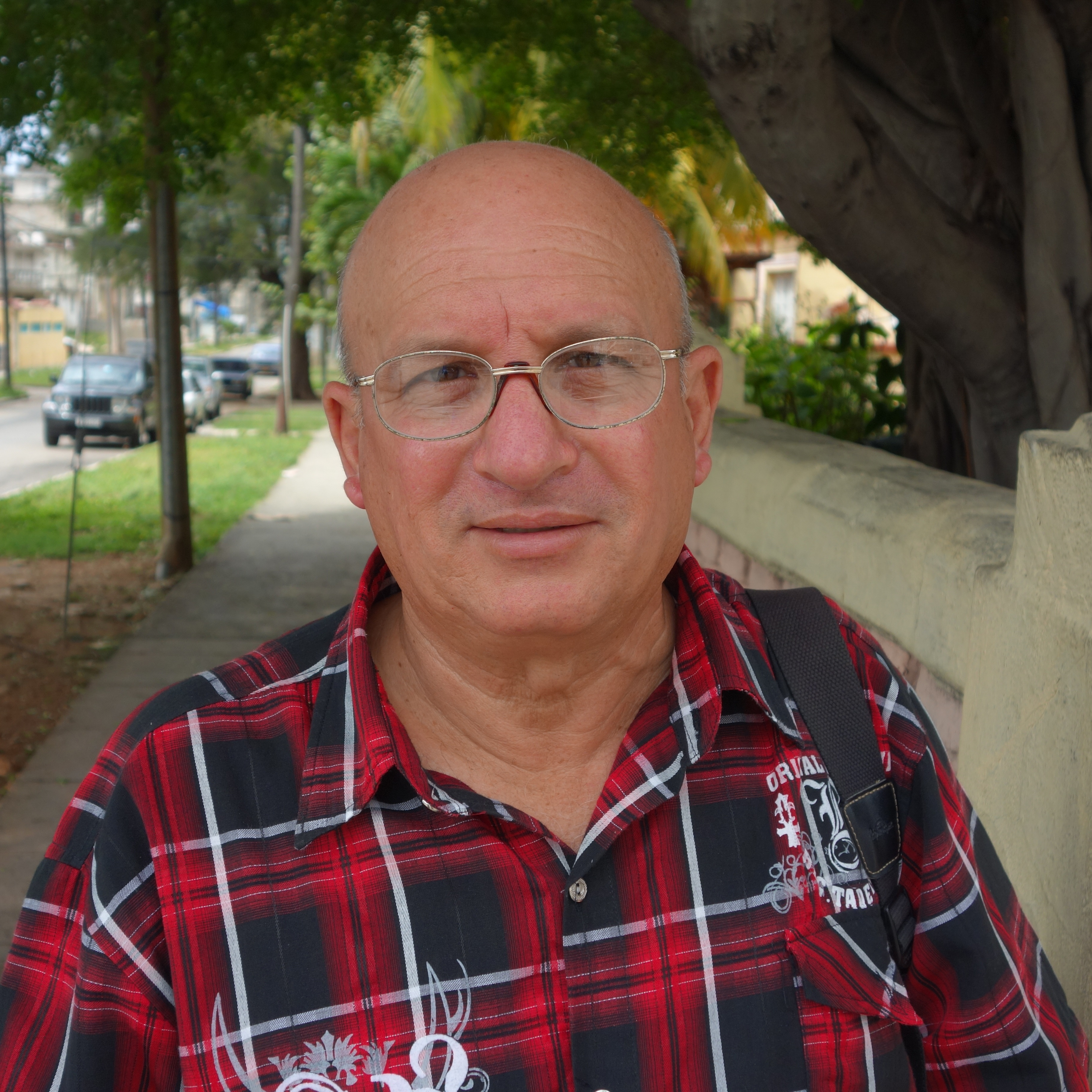
Félix Navarro, im März 2011 nach achtjähriger Gefangenschaft als letzter politischer Häftling der „Gruppe der 75“ entlassen

Der Begriff Schwarzer Frühling (spanisch: Primavera Negra) bezeichnet die Welle staatlicher Gewalt im März und April 2003 in Kuba, bei der rund 80 gewaltlose Regimekritiker, darunter 27 Journalisten, inhaftiert und zu hohen Haftstrafen verurteilt und parallel dazu drei Männer nach kurzem Prozess hingerichtet wurden, die hauptverantwortlich waren für die unblutig gescheiterte Entführung einer Personenfähre.

## Verurteilungen
75 der Gefangenen wurden im April 2003 auf Grundlage von Artikel 91 des Strafgesetzbuches oder Gesetz Nr. 88 (Ley de Protección de la Independencia Nacional y la Economía de Cuba, deutsch: „Gesetz zum Schutz der nationalen Unabhängigkeit und der Wirtschaft Kubas“) zu Haftstrafen zwischen sechs und 30 Jahren verurteilt.
Die drei mutmaßlichen Anführer einer elfköpfigen Gruppe, die am 2. April eine in der Bucht von Havanna verkehrende Fähre mit mehreren Dutzend Passagieren in ihre Gewalt gebracht hatten, wurden bereits am 11. April hingerichtet. Bei der Entführung hatte es nach Regierungsangaben keine Verletzten gegeben. Die Entführer wurden in einem kurzen Gerichtsverfahren zum Tode verurteilt, obwohl die gesetzliche Höchststrafe für Verbrechen ohne Verletzungen bei 20 Jahren lag. Vier der Mittäter wurden zu lebenslanger Haft verurteilt, die übrigen vier zu Freiheitsstrafen zwischen 2 und 30 Jahren.

## Reaktionen

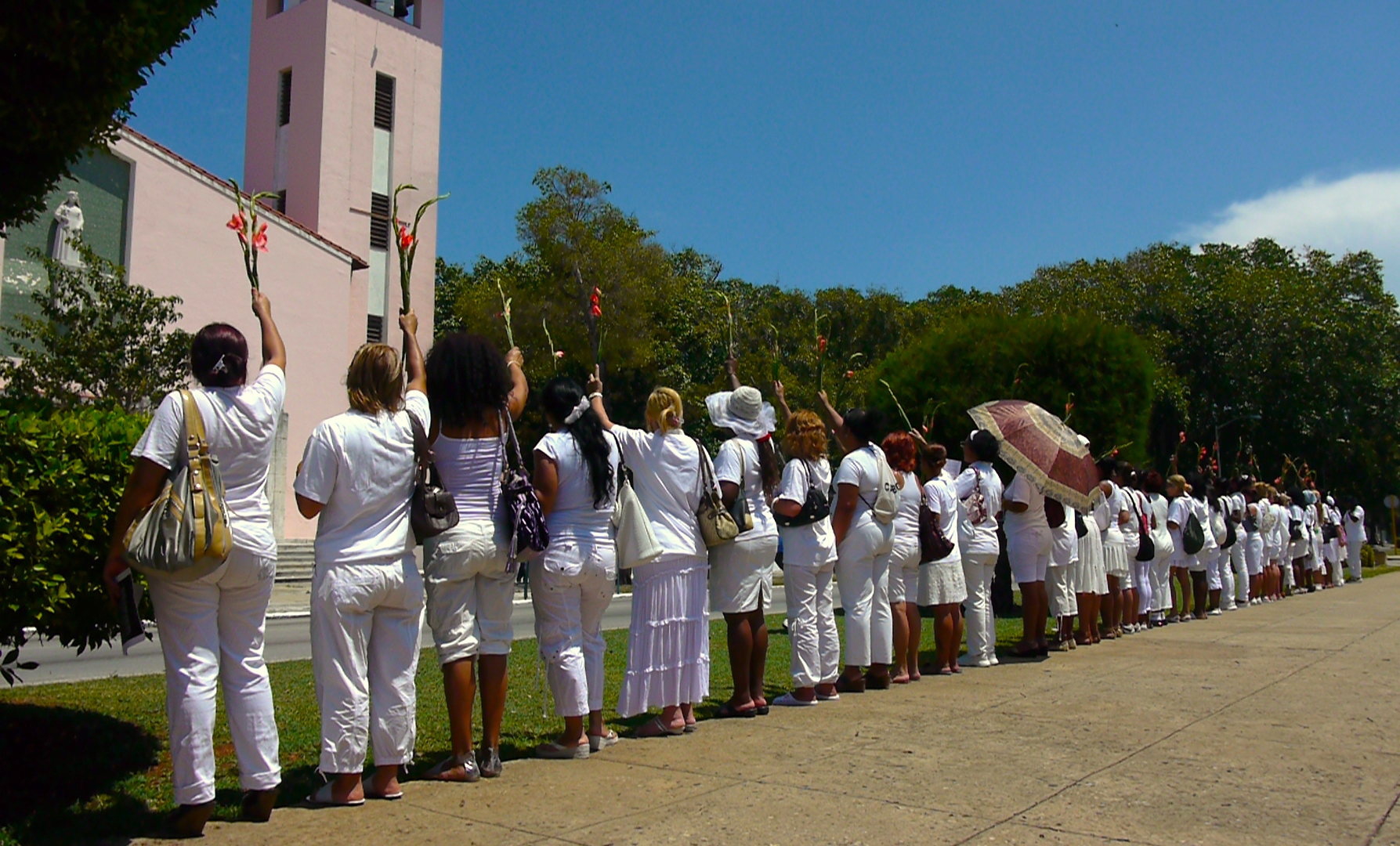
Demonstration der Damen in Weiß in Havanna

Die Angehörigen der Inhaftierten gründeten zwei Wochen nach den Verhaftungen aus Protest die Organisation Damas de Blanco (Damen in Weiß).
Im Juni 2003 erkannte die Menschenrechtsorganisation Amnesty International die 75 als politische Häftlinge an und begann, sich für ihre Freilassung einzusetzen. Seitdem wurden die Häftlinge als „Gruppe der 75“ bekannt, zu der jedoch auch vier weitere, erst später Verurteilte gezählt werden, die im Januar 2004 ebenfalls von Amnesty International als politische Gefangene anerkannt wurden.

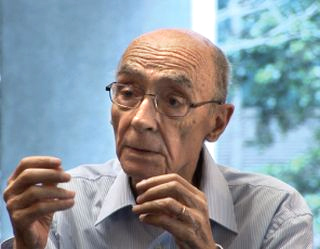
José Saramago

Zahlreiche Persönlichkeiten des internationalen öffentlichen Lebens wandten sich mit Offenen Briefen an Fidel Castro, um gegen die Repressionswelle zu protestieren. Zu den international prominentesten Intellektuellen, die eine im mexikanisch-spanischen Literaturmagazin Letras Libres veröffentlichte gemeinsame Erklärung unterzeichneten, gehörten José Saramago, Günter Grass, Mario Vargas Llosa, Fernando Savater, Pedro Almodóvar, Fernando Savater und Hans Magnus Enzensberger. Literaturnobelpreisträger Saramago, der zuvor ein treuer Unterstützer Castros gewesen war, erklärte in El País, die kubanische Regierung habe mit den Verhaftungen und Erschießungen „sein Vertrauen verloren, seine Hoffnungen beschädigt und seine Erwartungen betrogen.“ Eine Gruppe der bekanntesten linksorientierten Intellektuellen der USA um Noam Chomsky, Samuel Farber, Edward Said, Immanuel Wallerstein und Howard Zinn verband ihren Protest mit einer Kritik an der US-amerikanischen Außenpolitik, die jedoch die gegen Demokratie und freie Meinungsäußerung gerichteten Maßnahmen der kubanischen Führung nicht rechtfertigten.
Der Schwarze Frühling führte zu einer deutlichen Verschlechterung der Beziehungen Kubas zu den Staaten der Europäischen Union. Die EU-Regierungen einigten sich auf eine Reduzierung diplomatischer Kontakte mit Havanna und die kubanische Regierung zog ihren Antrag auf Beitritt zum für sie wirtschaftlich vorteilhaften Cotonou-Abkommen zurück.

## Entlassungen

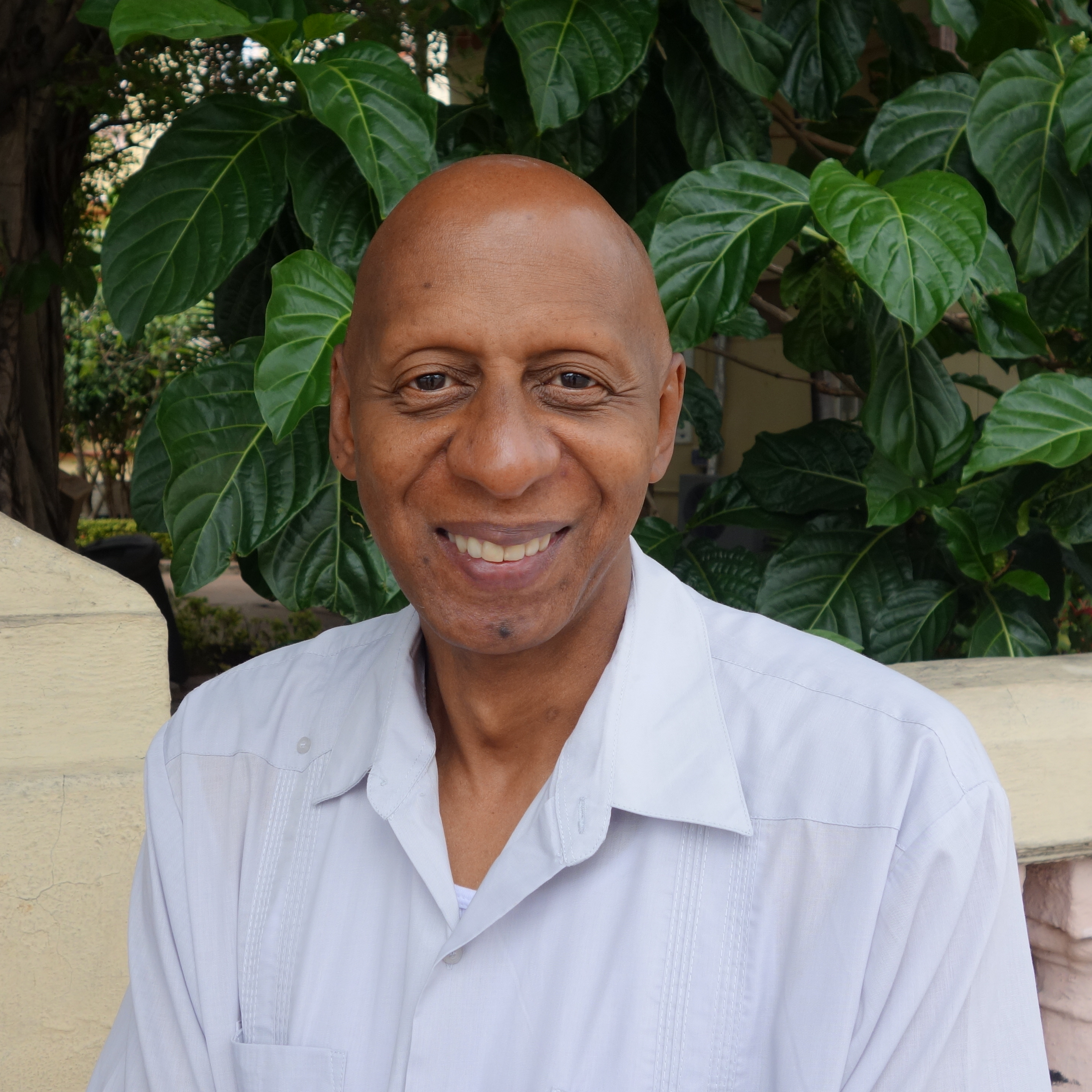
Guillermo Fariñas

Einer der 79 Inhaftierten, Orlando Zapata, der zu insgesamt 25 Jahren Haft verurteilt war, starb im Februar 2010 nach einem 85-tägigen Hungerstreik. Dies löste eine Welle heftiger Proteste im In- und Ausland aus und führte zu verstärkten Bemühungen um die Freilassung der damals noch Inhaftierten. Zu den international am meisten beachteten Aktionen gehörte ein als Reaktion auf Zapatas Tod gestarteter Hungerstreik des Regierungskritikers und ehemaligen politischen Häftlings Guillermo Fariñas, mit dem er die kubanische Regierung zur Freilassung von 26 erkrankten politischen Gefangenen bewegen wollte und den er erst nach 135 Tagen beendete.
Im Sommer 2010 erklärte sich die kubanische Regierung nach Verhandlungen mit der katholischen Kirche und der Regierung Spaniens zur schrittweisen Entlassung der damals 55 verbliebenen politischen Gefangenen der Gruppe bereit. Als Ergebnis der Vereinbarung reisten die meisten der Haftentlassenen unmittelbar nach ihrer Entlassung gemeinsam mit ihren Familien ohne Rückkehrrecht nach Spanien aus. Óscar Espinosa Chepe, der eine Exilierung immer abgelehnt hatte, verstarb im September 2013. Nur ein einziger Häftling saß seine komplette Strafe im Gefängnis ab (Reinaldo Labrada Peña, 2009 entlassen), alle übrigen wurden unter Vorbehalt (licencia extrapenal) vorzeitig aus der Haft entlassen. Als letzte Häftlinge der Gruppe der 75 wurden José Daniel Ferrer und Félix Navarro am 23. März 2011 auf freien Fuß gesetzt. Lediglich 12 der 79 leben derzeit noch in ihrem Heimatland (Stand: Mai 2014), darunter die prominenten Oppositionellen Martha Beatriz Roque, José Daniel Ferrer, Héctor Maseda, Ángel Moya und Elías Biscet.

## Belege
1. ↑  Article 91/Law 88 (Memento des Originals vom 27. September 2007 im Internet Archive)  Info: Der Archivlink wurde automatisch eingesetzt und noch nicht geprüft. Bitte prüfe Original- und Archivlink gemäß Anleitung und entferne dann diesen Hinweis. International Pen Writers in Prison Committee
2. ↑  La Primavera Negra de 2003 (Memento des Originals vom 22. März 2012 im Internet Archive)  Info: Der Archivlink wurde automatisch eingesetzt und noch nicht geprüft. Bitte prüfe Original- und Archivlink gemäß Anleitung und entferne dann diesen Hinweis. Website „Las Damas de Blanco“, abgerufen am 22. März 2011
3. 1 2  Cuba: „Essential measures“? Human rights crackdown in the name of security (Englisch) Darstellung des Falls von Amnesty International vom 2. Juni 2003, abgerufen am 14. April 2011
4. ↑  Martin Jordan: Entführer von Fähre in Kuba hingerichtet, in: Tagesspiegel vom 13. April 2003, abgerufen am 30. Mai 2014
5. ↑  Cuba: Newly declared prisoners of conscience (Englisch) Pressemitteilung von Amnesty International vom 29. Januar 2004, abgerufen am 28. Dezember 2011
6. ↑  Cartas abiertas contra la represión en Cuba, offener Protestbrief „Gegen die Unterdrückung in Kuba“ in Letras Libres vom Mai 2003, abgerufen am 30. Mai 2014 (spanisch)
7. ↑  José Saramago: Hasta aquí he llegado, in: El País vom 14. April 2003, abgerufen am 30. Mai 2014 (spanisch)
8. ↑  Campaign for Peace and Democracy: Statement Protesting Repression in Cuba, Protestaufruf vom März 2003, Webseite der CPD, abgerufen am 30. Mai 2014 (englisch)
9. ↑  Günther Maihold: Vom Sonderfall zur Normalisierung (PDF; 136 kB) S. 2, SWP-Aktuell, Mai 2014, abgerufen am 30. Mai 2014
10. ↑  Dissident auf Kuba stirbt nach Hungerstreik, zeit.de, 24. Februar 2010.
11. ↑  Martin Polansky: Kubaner Guillermo Fariñas erhält Sacharow-Preis: Hungern für die Demokratie, in: Tagesschau.de vom 15. Oktober 2010, abgerufen am 30. Mai 2014
12. ↑  Amnesty International: Zur Menschrechtslage in Kuba (Memento des Originals vom 24. November 2015 im Internet Archive)  Info: Der Archivlink wurde automatisch eingesetzt und noch nicht geprüft. Bitte prüfe Original- und Archivlink gemäß Anleitung und entferne dann diesen Hinweis. (PDF), Februar 2012, abgerufen am 30. Mai 2014
13. ↑  Cuba frees prisoners of conscience (Englisch) Amnesty International vom 23. März 2011, abgerufen am 5. November 2018
14. ↑  Relación de prisioneros del grupo de los 75 (Memento vom 31. Mai 2014 im Internet Archive) (Spanisch) In: Blog Miguel Galbán Gutiérrez desde el destierro vom 5. April 2014, abgerufen am 30. Mai 2014